# 鳥山四男
鳥山 四男（とりやま よつお、1895年10月25日 - 1981年12月7日）は、日本の電気工学者。武蔵工業大学名誉教授。専門は高電圧工学。

## 来歴
長野県東筑摩郡笹賀村（現松本市）出身。旧制松本中学（長野県松本深志高等学校）を経て、東北帝国大学専門部修了後、同工学部電気工学科卒業。1922年理化学研究所助手、1924年文部省在外研究員となり、アーヘン工科大学に留学。1926年北海道帝国大学工学部教授。1930年工学博士（東北帝国大学）。1944年日立製作所中央研究所に転じ、1946年同所長。1951年東北大学教授となり、1958年武蔵工業大学教授、1971年退職。1979年日本学士院会員選出。
放電現象の解析分布手段として沿面放電図形法を開発し、破壊事故の原因を発見し、且つ真空、気体、液体、固体の全てにわたって一貫性のある破壊機構があることを発見した。著書に「高電圧工学原論」「電気絶縁論」「電荷図とその応用」などがある。

## 受賞歴
- 1963年 - 電気学術振興賞著作賞
- 1972年、1974年、 1981年 - 電気学術振興賞論文賞